# Linia kolejowa Orlamünde – Oppurg
Linia kolejowa Orlamünde – Oppurg (Orlabahn) – lokalna linia kolejowa w kraju związkowym Turyngia, w Niemczech. Biegnie z Orlamünde wzdłuż doliny rzeki Orla do Pößneck.